# 加彭鬍鯰
加彭鬍鯰，為輻鰭魚綱鯰形目塘虱魚科的其中一種，分布於非洲剛果河中下游流域，本魚頭部相當尖;吻略圓，後頭骨囪門小而為橢圓形，齒板相當小，胸棘結實的而且些微地彎曲。背鰭軟條72-88條;臀鰭軟條56-71枚，體長可達36公分，棲息在湖泊及河川，屬雜食性。

## 扩展阅读
維基物種上的相關：加彭鬍鯰